# Nephrotoma ambricola
Nephrotoma ambricola is een tweevleugelige uit de familie langpootmuggen (Tipulidae). De soort komt voor in het Afrotropisch gebied.